# Överslagsräkning
Överslagsräkning (eller överslagsberäkning) är olika metoder för att förenkla numerisk räkning och kalkyl genom att hålla kravet på noggrannhet tämligen lågt, men samtidigt tillräckligt högt för att beräkningen ska vara meningsfull för aktuellt behov. Man nöjer sig ibland med att få en uppfattning om storleksklassen (storleksordningen). Resultatet av en överslagsräkning är således en uppskattning. Avsikten kan till exempel vara att skaffa sig en ungefärlig uppfattning om totalsumman av alla varor man just lagt i varukorgen, undersöka om en uppgift man läst eller hört om i media är rimlig eller inte, eller skaffa sig en elementär insikt i ett mycket komplicerat förlopp eller tillstånd man avser undersöka mera i detalj senare (exempelvis ungefär hur mycket effekt eller kraft kommer att behövas). Enkla överslagsräkningar kan göras i huvudet men mera komplicerade kan kräva räknehjälpmedel såsom penna, papper, räknedosa eller dator. Som underlag för en överslagsräkning kan användas såväl kända fakta som mer eller mindre rimliga antaganden.
Även om överslagsräkning och överslagsberäkning i dagligt tal används synonymt, är det mera korrekt att använda begreppet överslagsräkning när själva sifferräknandet är det väsentliga, medan överslagsberäkning lämpligen användas när man i begreppet även inkluderar de överväganden som görs om vilka faktorer som är mest väsentliga och måste tas med och vilka som kan uteslutas, vilka förenklingar som kan göras i övrigt utan att beräkningen blir missvisande eller meningslös och liknande.   
Överslagsräkning har alltid spelar en mycket viktig roll i snart sagt all mänsklig aktivitet. Tidigare har många människor varit omedvetna om vilka sofistikerade metoder de utvecklat för att ”gissa svaret” i situationer där de varit hänvisade till huvudräkning och sunt förnuft. De senaste decennierna har överslagsräkning ägnats större uppmärksamhet i skolundervisningen, och dess metoder har lärts ut mera systematiskt. En anledning till det är att introducerandet av räknedosor har minskat den praktiska betydelsen av den algoritmräkning (t. ex. ”divisionsuppställning”) som tidigare låg till grund för mycket av huvudräkningen, samtidigt som det blivit viktigare att kunna kontrollera och rimlighetsbedöma de resultat som räknaren visar.
Den viktigaste metoden i överslagsräkning är avrundning. I multiplikationen 5,23 · 22,7 kan till exempel faktorerna avrundas till 5 respektive 20, varvid produkten kan uppskattas ligga nära 100. Eftersom faktorerna, som var givna med tre värdesiffror, har avrundat till en värdesiffra kan man i stort sett lita på resultatets första siffra. Vidare framgår det av det faktum att bägge faktorerna har avrundats nedåt att resultatet 100 är en underskattning. Längre än så i bedömningen av hur stort resultatet är brukar man inte gå i typisk överslagsräkning. Ibland är man inte ens intresserad av en värdesiffra utan nöjer sig med att bestämma storleksordningen, att till exempel avgöra om ett penningbelopp ligger storleksklassen tiotusentals kronor, hundratusentals kronor eller miljoner. 
Vid division förfars på ett liknande sätt. Avrundning sker här med fördel så att täljare och nämnare bägge avrundas åt samma håll – bägge uppåt eller bägge nedåt -- och avrundas så att divisionen blir lätt. Vid addition och subtraktion kan ofta den mindre termen helt försummas. 
Till överslagsräkning i mera vidsträckt betydelse hör också metoder att kvantitativt bedöma storleken på storheter man har erfarenhet av genom sina direkta sinnesintryck eller som man i sin fantasi kan jämföra med bekanta kvantiteter. En sådan uppskattning inbegriper ofta steg av visualisering och tänkta aritmetiska operationer.  
En lärobok i överslagsräkning och uppskattning finns på Wikibooks. Klicka här: Wikibooks:sv:Matematik/Överslagsräkning.